# Kenan Özer
Kenan Özer (sinh 16 tháng 8 năm 1987) là một cầu thủ bóng đá Thổ Nhĩ Kỳ thi đấu cho MKE Ankaragücü tại TFF Second League.

## Sự nghiệp
Trước đây anh chơi ở vị trí tiền đạo ở Thổ Nhĩ Kỳ cho câu lạc bộ thể thao Istanbul, Beşiktaş J.K. và Çaykur Rizespor tại TFF First League.
Là một cư dân của Nicosia, thủ đô của Cộng hòa Síp, Kenan Özer được sinh ra ở thành phố có tên trong tiếng Thổ Nhĩ Kỳ là Lefkoşa, cũng là thủ đô của Bắc Síp, quốc gia chưa được thế giới công nhận. Khi thi đấu, anh mặc số kì lạ 80 trên áo đấu của mình.